# 他 (电影)
《他》（英語：Him）是为同性恋观众制作的色情电影。

## 简介
电影集中在一个年轻的同性恋者与耶稣基督的生活中发展色情关系。这部电影几乎无人所知，直到1979年，在书籍《金色土耳其奖》中出现，在书中被称为“最色情的色情学说。”

## 遗失
在书籍中，并没有找到该电影。它被在线杂志《Film Threat》称为最抢手的散失电影。
部分网站认为该电影是个骗局，但是《Screw magazine》《Variety》和《The Village Voice》对该电影的评论被找到，几份报纸广告提及该电影在纽约戏剧播放。
这部电影可能是最近的遗失电影。